# Granån, Norrbotten
Granån är ett av Töreälvens källflöden och största biflöde till Tallån. Längd cirka 20 km inkl egna källflöden, avrinningsområde cirka 65 km². 
Granån rinner upp i Granträsket i Töre socken (Kalix kommun) och strömmar söderut mot Lomben. Strax efter Lomben strömmar ån, i förening med den större Tallån, ut i Tjäruträsket.